# Fabryka Przyrządów Optycznych „FOS”

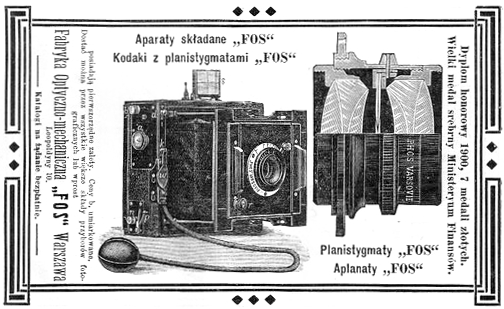
Reklama z 1905r.

Fabryka Przyrządów Optycznych „FOS” – spółka założona przez Aleksandra Ginsberga w 1899 roku, w Warszawie, początkowo przy ul. Belwederskiej 3, następnie przy  ul. Leopoldyny 10 (obecnie ul Emilii Plater). W tamtym czasie jedyne przedsiębiorstwo optyczne na terenie Imperium Rosyjskiego. 

## Opis
Fabryka produkowała światowej klasy obiektywy i aparaty fotograficzne (również stereoskopowe), oraz urządzenia optyczne takie jak teodolity i niwelatory oraz, na potrzeby wojska, celowniki artyleryjskie, peryskopy, dalmierze, lornetki i wizjery. Znakiem firmowym był napis: „Phos” Varsovie.
Wyroby firmy zdobywały medale na licznych wystawach, m.in. w Krakowie (1901), Warszawie (1901) i Petersburgu (1902). 
Po wybuchu I wojny światowej władze rosyjskie wywiozły wyposażenie fabryki wraz z personelem do Petersburga. 

## Galeria

Zdjęcia fabryki z „Tygodnika Ilustrowanego” z 1900 roku
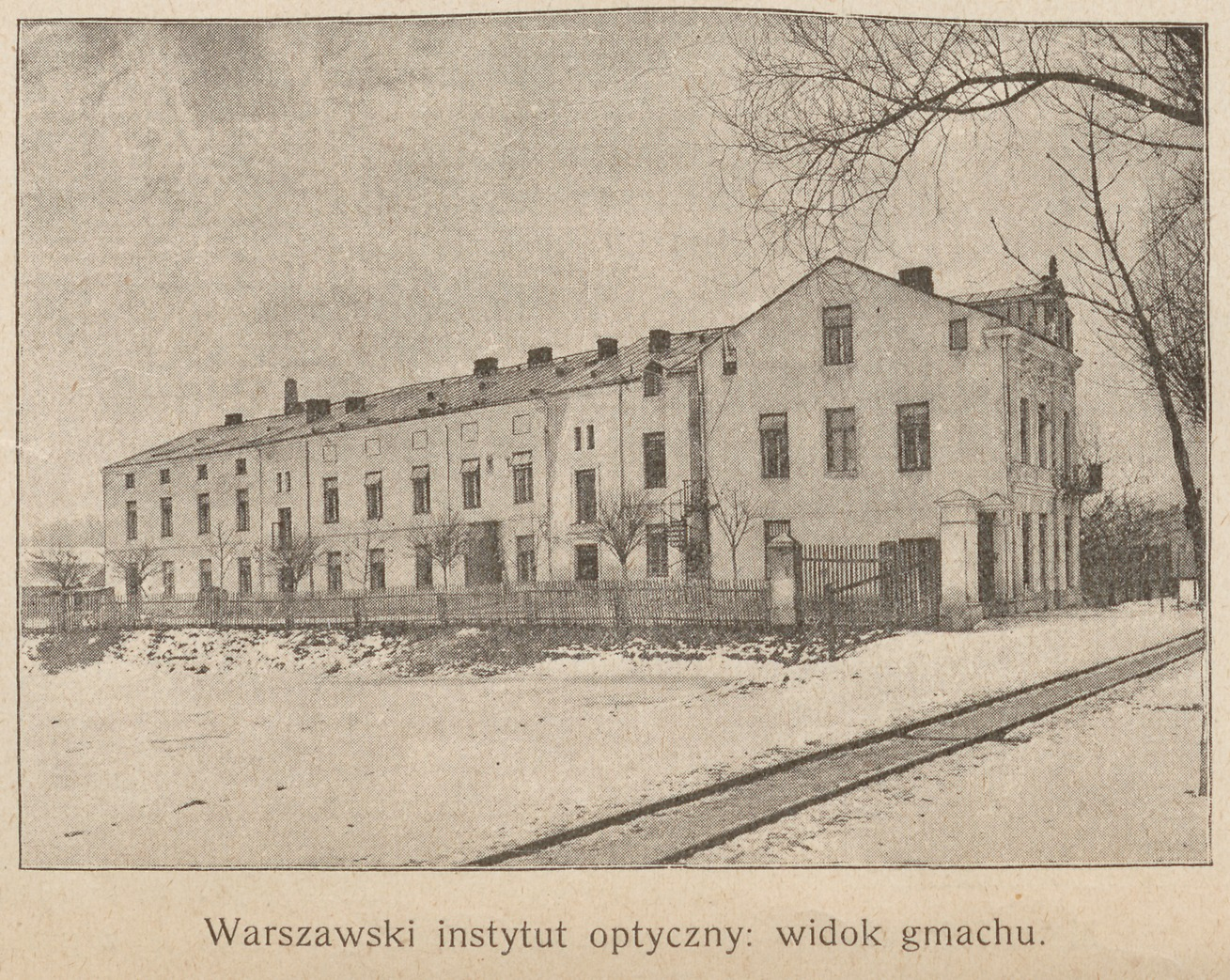
Pierwsza siedziba fabryki przy ul. Belwederskiej
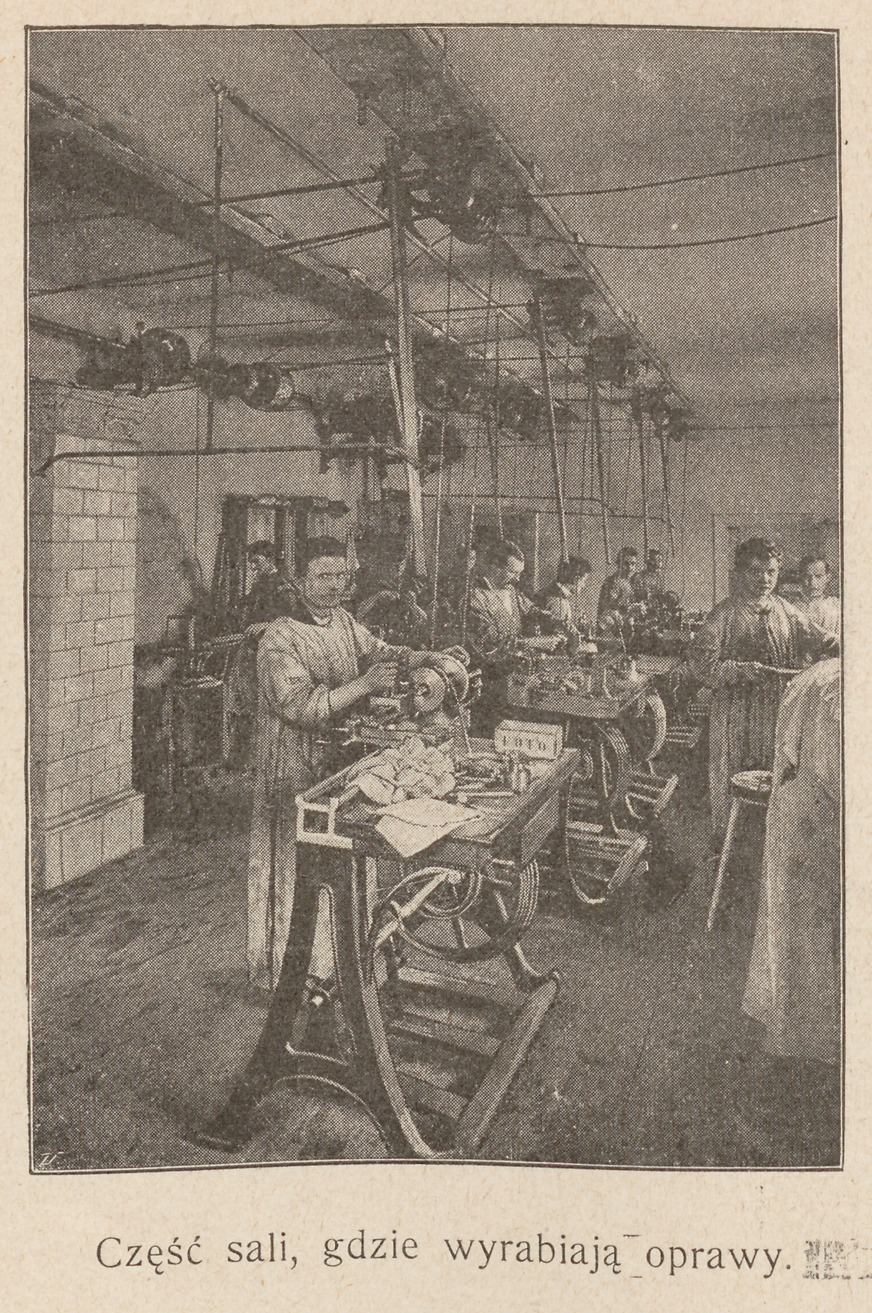
Wnętrze fabryki
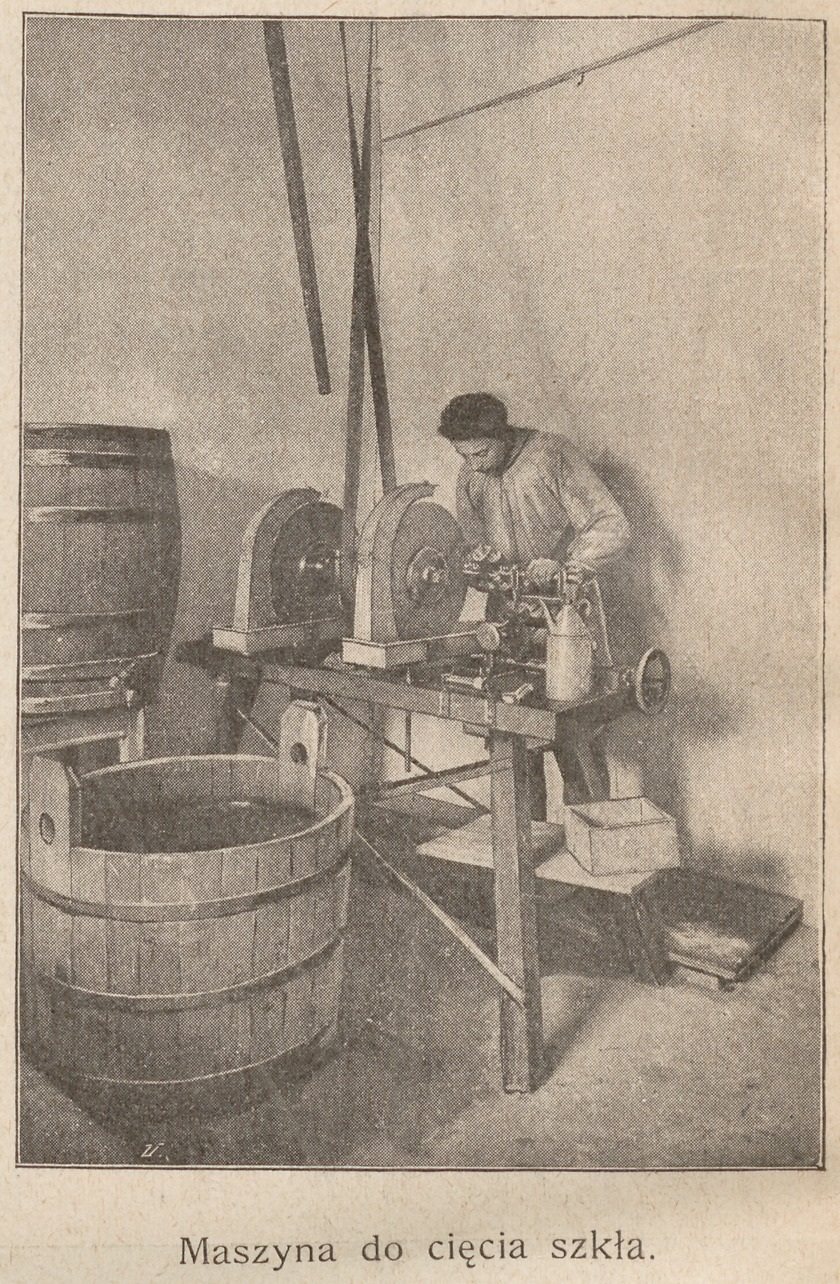
Maszyna do cięcia szkła
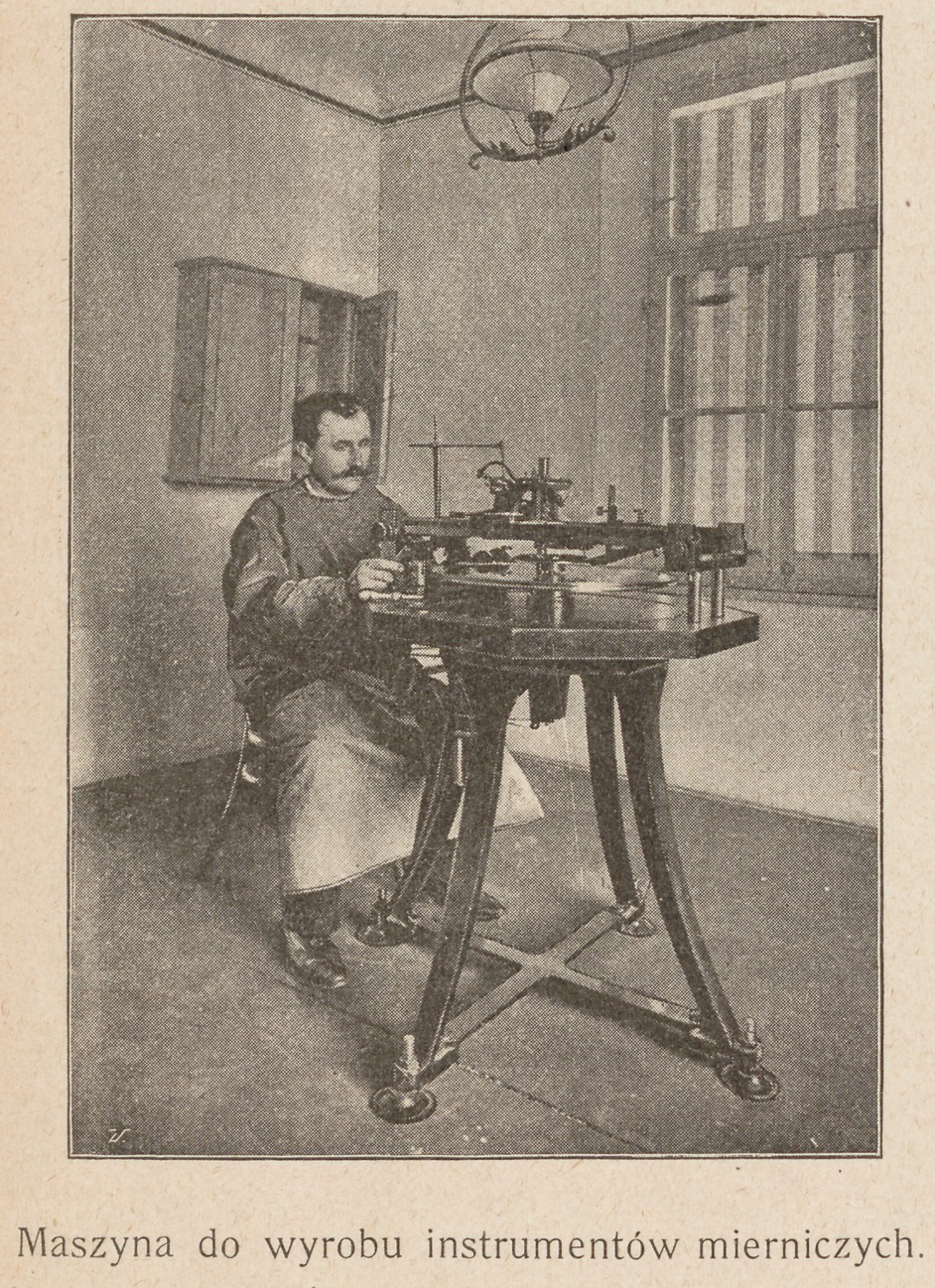
Przyrząd do wyrobu instrumentów mierniczych